# Jan Konzal

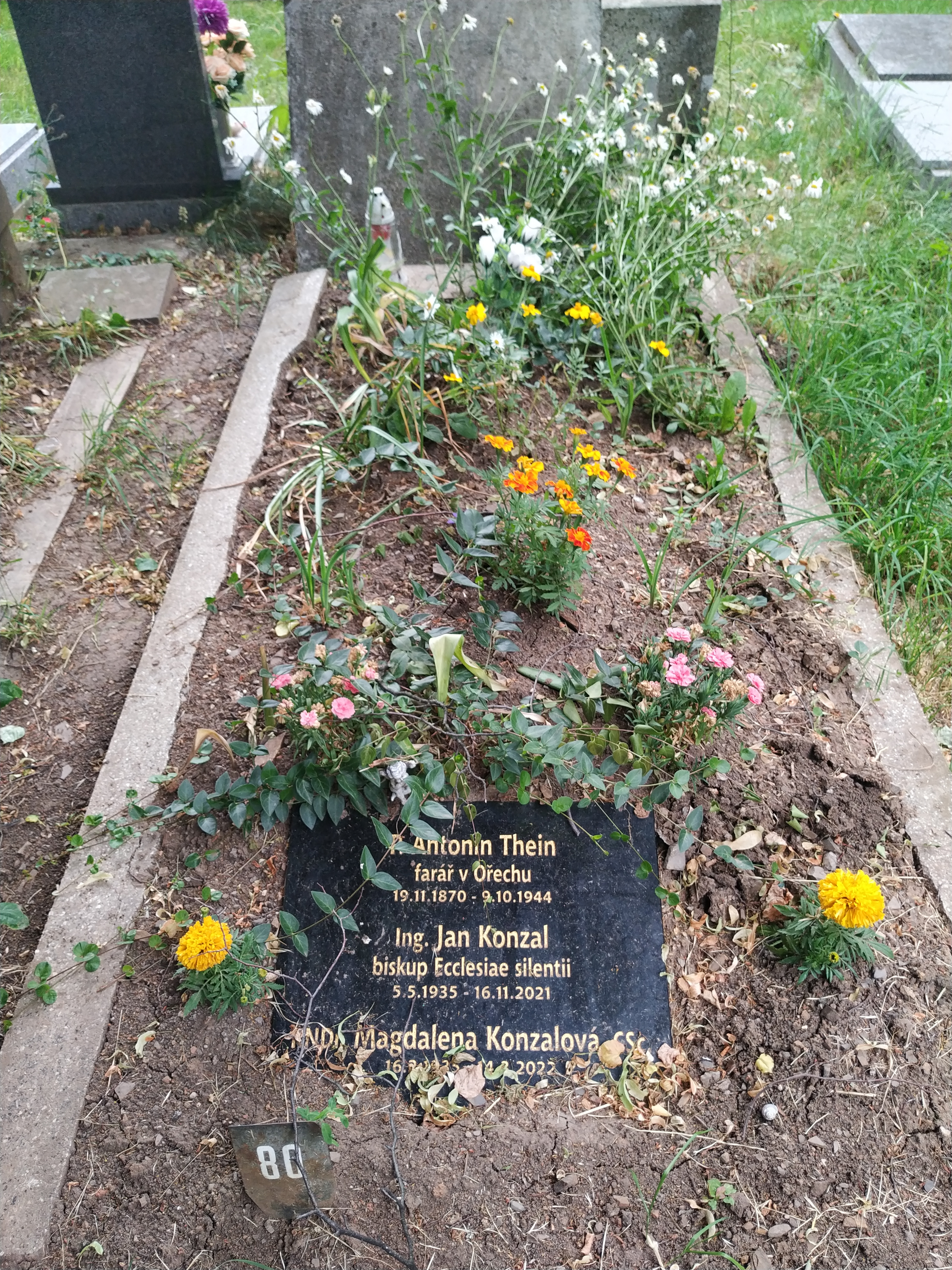
Hrob biskupa Jana Konzala, Ořech

Jan Konzal (5. května 1935 Zbuzany-Třebonice – 16. listopadu 2021) byl tajně vysvěcený ženatý biskup působící ve skryté církvi, teolog, organizátor podzemních vzdělávacích kursů a spisovatel. Publikoval též pod pseudonymy Karel Malý, Karl Klein (značkou KK), Hans H., v konspirační síti skryté církve měl přezdívku 99. Po roce 1989 spolupracoval zejména s časopisem Getsemany a nakladatelstvím Síť.

## Dětství a mládí
Jan Konzal se narodil jako páté ze šesti dětí v rodině úředníka. (Jedním z jeho bratrů byl paleoslovenista a překladatel Václav Konzal). Otec mu zemřel v 11 letech. Od osmi let (1943) vyrůstal, podobně jako tři z jeho starších bratrů, v redemptoristickém internátním institutu pro ministranty na Svaté Hoře. Klášter přepadli v dubnu 1950 představitelé komunistického režimu a obyvatele včetně starších Janových bratrů internovali například v koncentračním táboře v Králíkách. Jan tehdy uvězněn nebyl.
Podle vlastních slov byl v dětství a mládí, až do zážitku uvěznění v šedesátých letech, vyloženě bigotní. V dětství a mládí nenavázal žádná hlubší kamarádství, protože je vedení internátu ani nepřipouštělo, v mládí nepěstoval ani osobnější vztahy se ženami a plně se věnoval svým zájmům a náboženskému aktivismu. Od dětství chtěl být redemptoristickým knězem, vážně uvažoval také o studiu hudby na konzervatoři i o studiu matematiky a fyziky.

## Oficiální studium a profesní život
Studoval nejprve v soukromém gymnáziu v Libějovicích u Vodňan.
V roce 1953 maturoval v Praze na Vančurově gymnáziu. Protože teologická fakulta byla pod vlivem komunistického režimu, studoval na Elektrotechnické fakultě ČVUT v Praze, kterou absolvoval roku 1958. V roce 1976 dokončil studium na Vysoké škole dopravy a spojů.
Po roce 1963 pracoval jako dělník v podnicích Tatra a Armabeton, jako projektant ve scénografickém ústavu a jako vědecký pracovník ve Výzkumném ústavu spojů.

## Rodinný život
Poté, co usoudil, že již nemá šanci stát se knězem, se 4. května 1968 oženil s Magdalenou Mazancovou. Byli bezdětní, snažili se adoptovat dítě. Po neochotě úřadů nakonec dostali roku 1975 k adopci čtrnáctiletou Romku. Když její výchovu nezvládali, nalezli jí v Kašperských Horách dětský domov rodinného typu.

## Vězení
V letech 1960–1963 byl Konzal vězněn v Ruzyni a na Pankráci za podvracení republiky. Byl viněn z toho, že sloužil tajné mše. To v té době sice ještě nemohl a ani nevěděl, že je to možné, ale pod rouškou pěveckého sboru vedl teologické vzdělávací kroužky. Následkem vyšetřování utrpěl ztrátu paměti. V roce 1969 byl rehabilitován, v roce 1970 bylo rozhodnutí o jeho rehabilitaci zrušeno. Ve vězení na Pankráci pracoval jako projektant, setkal se s básníkem Václavem Renčem a spřátelil se s vrcholovým krasobruslařem Ladislavem Čápem. Ve vězení se stal silným kuřákem, kouření zanechal v roce 1992.

## Neoficiální studium a náboženská činnost
Již v průběhu studia na ČVUT soukromě studoval tomistickou filosofii u profesora Čulíka. Ovlivňoval ho i vzdělaný farář Václav Filip, který jej pozvolna zbavoval bigotnosti. Ve vězení se Jan Konzal účastnil svépomocných přednášek o poezii, literatuře a jazycích. Po návratu z vězení byl již radikálně nekonvenční a schopný dívat se na svět i očima lidí mimo církev.[zdroj?]
Po propuštění v roce 1963 navštěvoval vzdělávací seminář V Jirchářích, který organizovali Jiří Němec, Jan Sokol a Ladislav Hejdánek. V letech 1965–1968 dálkově studoval v latině a němčině teologii dojížděním do Erfurtu (NDR), kde jej biskup Hugo Aufderbeck (1909–1981) uvedl do teologie Druhého vatikánského koncilu. Blízko měl Konzal i k teologii Bernarda Häringa, redemptoristy, který byl jednou z výrazných osobností koncilu.
V roce 1971 organizoval katechetické kursy, které vedli teologové Oto Mádr a Josef Zvěřina. Tato činnost zahrnovala i nahrávání přednášek a zpracovávání, obstarání nebo překlad skript. Konzal sám napsal skripta hermeneutiky. V podzemních vzdělávacích aktivitách se angažovali i Antonín Liška (šest let učil Nový zákon a sám napsal skripta), Dominik Duka a Václav Dvořák. Miloslav Vlk podzemně učil necelý rok, byl tehdy znepokojen tím, že teologii zde studovaly i ženy. Se Zvěřinou a Mádrem Konzal přerušil kontakty po roce 1980.
V březnu 1972 byl Bedřichem Provazníkem vysvěcen na jáhna a v květnu 1972 na kněze. Dne 29. května 1982 byl Fridolínem Zahradníkem vysvěcen na biskupa. Světicí linie je Peter Dubovský – Jan Blaha – Felix Davídek – Eugen Kočiš – Bedřich Provazník – Fridolín Zahradník – Jan Konzal. Fridolín Zahradník později uvedl, že prostřednictvím krakovského arcibiskupa Macharského mu papež Jan Pavel II. v roce 1980 povolil vysvětit dva biskupy za podmínky, že se s nimi předtím osobně setká. Vzhledem k informacím o policejních vraždách Přemysla Coufala a Pavla Švandy v roce 1981 kvůli jejich stykům s Vatikánem se však Zahradník rozhodl vysvětit oba biskupy i bez splnění podmínky. Papežův souhlas zprostředkovaný Macharským dosvědčoval ještě jeden svědek, avšak sám Zahradník jej v roce 1996 popřel a na dotaz Miloslava Vlka jej popřel i Macharský. Vzhledem k tomu, že byl Konzal již ženatý, byl svěcen se souhlasem prešovského ordináře ve východním ritu jako birituální kněz (východního i západního obřadu). Na biritualitu byl Konzal zvyklý již od redemptoristů ze Svaté Hory.
Z důvodu konspirace Konzal nevěděl, který biskup je jeho ordinářem, úkoly dostával zprostředkovaně. Za svého ordináře až do roku 1988 považoval Fridolína Zahradníka, který se mu tak několikrát i představil. Po Zahradníkově zatčení roku 1983 se Konzal úkoloval sám. Teprve v roce 1990 se dozvěděl, že jeho ordinářem byl Jan Blaha. Protože Fridolín Zahradník patřil k biskupům, kteří se na kobeřickém synodu v roce 1970 dostali do sporu s Felixem Davídkem a byli jím suspendováni, měl i Konzal zakázáno se s moravskou davídkovskou větví skryté církve stýkat. Po roce 1988 Konzal z důvodu sporu, jehož obsah nezveřejnil, ukončil spolupráci s Fridolínem Zahradníkem. Jan Konzal nikdy neměl biskupské heslo, znak, mitru, berlu ani prsten. Za dobu svého působení vysvětil čtyři kněze.
Pastoračně a teologicky působil zejména na Prešovsku a Košicku, později i v Bratislavě, na Moravě, v Hradci Králové a Praze. Od jejího vzniku roku 1975 byl významnou postavou tzv. pražské obce, komunity rodin a jednotlivců kolem Pavla Hradilka a Václava Komárka, která mimo jiné technicky zajišťovala vydávání samizdatových Teologických textů redigovaných Oto Mádrem.

## Po pádu komunismu
V roce 1990 se Jan Konzal přihlásil Antonínu Liškovi, který jménem České biskupské konference shromažďoval údaje a svědectví o kněžích a biskupech skryté církve. Zpočátku byl Antonínem Liškou a Miloslavem Vlkem pověřen formací jáhnů v českobudějovické a pražské diecézi.
Jan Konzal byl rozhodnutý své biskupské svěcení ani po roce 1989 nezveřejňovat, třebaže v roce 1990 ke zveřejnění dostal souhlas od svého ordináře Jana Blahy. Přestal jej tajit poté, co informace na veřejnost unikla.
Roku 1995 odešel do důchodu. Dál se věnoval publikační činnosti a „pražské obci“. Za úkol skryté církve považoval péči o osoby vytlačené tentokrát již ne politickým, ale církevním tlakem na okraj (lidé po rozvodu, kněží, kteří odešli ze svého úřadu), výchovu k ekumenismu atd.
Byl předsedou teologického výboru Institutu ekumenických studií v Praze.

## Dílo
- Karl Klein (pseudonym Jana Konzala): Orientace – průvodce na cestě ke křesťanské dospělosti, nakl. Síť, 1995, ISBN 80-901571-4-9
- Jan Konzal, Bob Fliedr: Zpověď tajného biskupa, Portál, Praha, 1998, ISBN 80-7178-271-8
- Jan Konzal: Křesťanovy slepé uličky, nakl. Síť, 1999, ISBN 80-86040-08-9
- Jan Konzal: Chuť změny, chuť kořisti, nakl. Síť, 2001, ISBN 80-86040-13-5
- Jan Konzal: Orientace na cestě životem – průvodce ke křesťanské dospělosti, přepracované vydání, nakl. Síť, 2005, ISBN 80-86040-14-3
- Jan Konzal: Duch a nevěsta. Z dějin církevního podzemí ve 2. polovině 20. století, nakl. CDK, Brno, 2010, ISBN 978-80-7325-205-2